# IGES
L'especificació inicial d'intercanvi de gràfics (IGES) és un format de fitxer neutre per a proveïdors que permet l'intercanvi digital d'informació entre sistemes de disseny assistit per ordinador (CAD). És un format textual basat en ASCII.: 59 
El títol oficial d'IGES és Digital Representation for Communication of Product Definition Data, publicat per primera vegada el març de 1980 per l'Oficina Nacional d'Estàndards dels EUA com a NBSIR 80-1978. Molts documents (com les primeres versions dels estàndards de defensa MIL-PRF-28000 i MIL-STD-1840) s'hi referien com ASME Y14.26M, la designació del comitè ANSI que va aprovar la versió 1.0 d'IGES.
Mitjançant l'IGES, un usuari de CAD pot intercanviar models de dades de producte en forma de diagrames de circuits, estructura de filferro, superfície de forma lliure, representacions de límits (B-rep) o modelatge sòlid (CSG). Les aplicacions suportades per IGES inclouen dibuixos d'enginyeria tradicionals, models per a l'anàlisi i altres funcions de fabricació.

## Història
IGES va ser una iniciativa del projecte Integrated Computer Aided Manufacturing (ICAM) de la Força Aèria dels Estats Units (USAF) (1976-1984).
ICAM pretenia desenvolupar procediments (IDEF), processos (Group Technology) i programari (CAD/CAM) que integressin totes les operacions de la fabricació aeroespacial i reduíssin així molt els costos. Anteriorment, el Programa de Tecnologia de Fabricació de la USAF havia finançat el llenguatge d'eines programades automàticament (APT) per programar màquines eina de control numèric (NC). Per tancar la bretxa de dades entre el disseny i la fabricació de peces, un dels objectius de l'ICAM era desenvolupar programari CAD que generaria automàticament programes de control numèric per a les molt complexes màquines eina de control numèric per ordinador (CNC) utilitzades a la indústria aeroespacial. Un problema greu era la incompatibilitat de les dades produïdes pels molts sistemes CAD que s'utilitzaven en aquell moment. L'USAF/ICAM va convocar una reunió al National Bureau of Standards (ara coneguda com a National Institute of Standards and Technology o NIST) el 1978 per abordar aquest problema. Boeing es va oferir a vendre el seu programari de traducció CAD a la USAF per un dòlar dels Estats Units. La USAF va acceptar aquesta oferta i va contractar NIST per reunir un grup d'usuaris i venedors, inclosos Boeing, General Electric, Xerox, Computervision, Applicon i altres per desenvolupar i provar aquest programari. Tot i que era la pràctica començar el nom dels desenvolupaments d'ICAM amb la paraula integrat (per exemple, els IDEF) creient que hi hauria un desenvolupament ràpid de programari d'intercanvi gràfic, la USAF va decidir que l'IGES seria l'Especificació inicial d'intercanvi de gràfics i no els gràfics integrats. Especificació d'intercanvi.
Des de 1988, el DoD ha exigit que tota la informació digital de producte i fabricació (PMI) per als contractes de sistemes d'armes (els plànols d'enginyeria, esquemes de circuits, etc. ) es lliura en format electrònic com el format IGES. Com a resultat, els proveïdors de programari CAx que volen comercialitzar els seus productes a subcontractistes del DoD i als seus socis necessitaven donar suport a la importació (lectura) i exportació (escriptura) de fitxers en format IGES.
Un estàndard ANSI des de 1980, IGES s'ha utilitzat a les indústries de l'automoció, l'aeroespacial i la construcció naval. S'ha utilitzat per a sistemes d'armes des dels sistemes de guia de míssils Trident fins a portaavions sencers. És possible que aquests models de peces s'hagin d'utilitzar anys després que el proveïdor del sistema de disseny original hagi deixat de funcionar. Els fitxers IGES proporcionen una manera d'accedir a aquestes dades d'aquí a dècades. Avui dia, els visualitzadors de connectors per a navegadors web permeten que els fitxers IGES creats fa 20 anys es visualitzin des de qualsevol part del món.
Després del llançament inicial de STEP (ISO 10303) l'any 1994, l'interès en el desenvolupament posterior d'IGES va disminuir i la versió 5.3 (1996) va ser l'últim estàndard publicat.

## Format de fitxer
Un fitxer IGES està format per registres ASCII de 80 caràcters, una longitud de registre derivada de l'era de les targetes perforades. Les cadenes de text es representen en format " Hollerith ", el nombre de caràcters de la cadena, seguit de la lletra "H", seguida de la cadena de text, per exemple, "4HSLOT" (aquest és el format de cadena de text utilitzat en les primeres versions del Llengua Fortran ). Els primers traductors IGES tenien problemes amb els ordinadors mainframe d'IBM perquè els mainframes utilitzaven la codificació EBCDIC per al text, i alguns traductors EBCDIC-ASCII substituïen el caràcter equivocat o definien incorrectament el bit de paritat, provocant una lectura incorrecta.